# Welt-AIDS-Konferenz
Die Welt-AIDS-Konferenz (englisch International AIDS Conference) wird seit 1985 regelmäßig von der International AIDS Society abgehalten. Es handelt sich dabei um das bedeutendste Treffen von Wissenschaftlern und Nichtwissenschaftlern zum Thema HIV und AIDS.
Ein wichtiges Charakteristikum der Konferenz ist das Global Village als Treffpunkt von Betroffenen, Angehörigen und Vertretern der helfenden und heilenden Berufe, in dem oft schon Todkranke durch künstlerische Darbietungen ihren Überlebenswillen demonstrieren und sich die weltweite Community der Infizierten trifft und austauscht. Hoffnung trotzdem lautet die Devise des bunten Spektakels, das an den Karneval in Rio, die Paraden zum Christopher Street Day oder den Life Ball erinnert. Die Konferenzen wurden bis 1994 jährlich, seitdem alle zwei Jahre abgehalten. 2024 findet die Welt-AIDS-Konferenz vom 22. bis 26. Juli in München statt.

## Geschichte

### Höhepunkte
Die erste Konferenz fand 1985 in Atlanta im US-Bundesstaat Georgia statt. Weitere in den USA geplante Konferenzen konnten dort – aufgrund des Einreiseverbots für Menschen mit HIV und AIDS – nicht abgehalten werden und mussten kurzfristig nach Amsterdam bzw. Vancouver verlegt werden.
Während in den 1980er Jahren das Verständnis um die Wirkung des Virus auf den Organismus und den Verlauf der Krankheit im Mittelpunkt der Konferenzen stand, waren die frühen 1990er geprägt von ersten Erfolgen der Kombinationstherapie und der Frage, wie die Therapie am sinnvollsten und wirkungsvollsten eingesetzt werden kann.
Während sich schon die frühen Welt-AIDS-Konferenzen um gesellschaftliche Akzeptanz und gegen Diskriminierung bemühten, gelang der weltweite Durchbruch gegen das Schweigen erst im Jahr 2000 in Durban. Nachdem der südafrikanische Präsident Thabo Mbeki wissenschaftliche Erkenntnisse in Frage gestellt und Theorien der AIDS-Leugner um Peter Duesberg unterstützte, erklärten über 5.000 Wissenschaftler und Ärzte aus über 50 Ländern, unter ihnen ein Dutzend Nobelpreisträger, dass HIV eindeutig die Ursache von AIDS sei. Auch Mbekis Vorgänger, Nelson Mandela, stellte sich in seiner Schlussrede unmissverständlich auf die Seite der Wissenschaftler.

### Liste aller Konferenzen
| Nr. | Jahr | Ort                          | Titel/Thema                                                              | Website           |
| --- | ---- | ---------------------------- | ------------------------------------------------------------------------ | ----------------- |
| 01  | 1985 | Atlanta                      |                                                                          |                   |
| 02  | 1986 | Paris                        |                                                                          |                   |
| 03  | 1987 | Washington, D.C.             |                                                                          |                   |
| 04  | 1988 | Stockholm                    |                                                                          |                   |
| 05  | 1989 | Montreal                     | Die wissenschaftliche und soziale Herausforderung von Aids               |                   |
| 06  | 1990 | San Francisco                | Aids in den Neunzigern: Von der Wissenschaft zur Politik                 |                   |
| 07  | 1991 | Florenz                      | Die Wissenschaft fordert Aids heraus                                     |                   |
| 08  | 1992 | Amsterdam                    | Eine Welt vereint gegen Aids                                             |                   |
| 09  | 1993 | Berlin                       |                                                                          |                   |
| 10  | 1994 | Yokohama                     | Die globale Herausforderung von Aids: Gemeinsam für die Zukunft          |                   |
| 11  | 1996 | Vancouver                    | Eine Welt, eine Hoffnung                                                 |                   |
| 12  | 1998 | Genf                         | Bridging the Gap (dt.: Die Lücke überbrücken)                            | www.hon.ch/aids98 |
| 13  | 2000 | Durban                       | Das Schweigen brechen                                                    |                   |
| 14  | 2002 | Barcelona                    | Wissen und Verpflichtung für Handlung                                    |                   |
| 15  | 2004 | Bangkok                      | Zugang für alle                                                          | www.aids2004.org  |
| 16  | 2006 | Toronto                      | Time to Deliver (Zeit, abzuliefern)                                      | www.aids2006.org  |
| 17  | 2008 | Mexiko-Stadt                 | Universal Action Now (Jetzt weltweit handeln)                            | www.aids2008.org  |
| 18  | 2010 | Wien                         | Rights Here, Right Now                                                   | www.aids2010.org  |
| 19  | 2012 | Washington, D.C.             | Turning the Tide Together (Die Gezeiten wechseln)                        | www.aids2012.org  |
| 20  | 2014 | Melbourne                    | Stepping up the Pace                                                     | www.aids2014.org  |
| 21  | 2016 | Durban                       | Access Equity Rights Now                                                 | www.aids2016.org  |
| 22  | 2018 | Amsterdam                    | Breaking Barriers, Building Bridges (Barrieren einreißen, Brücken bauen) | www.aids2018.org  |
| 23  | 2020 | virtuell (COVID-19-Pandemie) | Resilience (Standhalten)                                                 | www.aids2020.org  |
| 24  | 2022 | Montreal                     | Re-engage and follow the science                                         | www.aids2022.org  |
| 25  | 2024 | München                      | Put people first!                                                        | www.aids2024.org  |